# Catedral de Mondoñedo

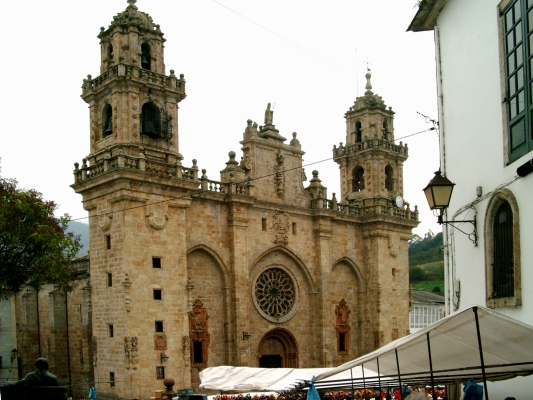
Catedral de Mondoñedo

A Catedral de Mondonhedo é, junto com a Catedral de Ferrol, uma das sedes episcopais da Diocese de Mondonhedo-Ferrol, na Galiza.
Foi declarada Monumento Nacional em 1902. O Papa João XXIII, com uma bula em 9 de março de 1959, intitulou-a "basílica".

## História
A meados do século IX, um conjunto de monges assentou-se junto ao mar Cantábrico. Afonso III deu seu beneplácito ao assentamento, configurando em certa forma a nova diocese.
No 866, o bispado de Lugo cedeu terrenos a Norte do seu bispado, próximo ao mar Cantábrico, dando origem à diocese mindoniense e sendo criado o Mosteiro de São Martinho de Mondoñedo como Sé da mesma.
Devido à sua proximidade ao mar e o perigo de incursões dos povos de norte (normandos e vikings), os bispos pensaram na necessidade de transladar-se a terras do interior.
Os bispos da sede mindoniense conseguiram por parte do Papa e os reis transladar a sede da diocese à atual Mondonhedo por volta de 1112. Então decidiram a necessidade do início da construção da atual catedral.